# Lista de prefeitos de Caçapava
| Nº | Nome                                    | Início do Mandato | Fim do Mandato |
| 1  | José Pereira de Mattos                  | 1908              | 1913           |
| 2  | Benedito Gurgel do Amaral               | 1913              | 1913           |
| 3  | Bento Vieira de Almeida                 | 1913              | 1922           |
| 4  | Mariano Antônio de Alcântara            | 1923              | 1923           |
| 5  | Cândido Marcondes do Amaral             | 1924              | 1924           |
| 6  | Targino Moreira de Mattos               | 1924              | 1925           |
| 7  | José de Moura Resende                   | 1926              | 1928           |
| 8  | Cel. João Dias Pereira                  | 1930              | 1931           |
| 9  | Cel. Arthur da Graça Martins (Interino) | 1931              | 1931           |
| 10 | João de Almeida Santos                  | 1932              | 1932           |
| 11 | Roberto Maldonado Loureiro              | 1932              | 1932           |
| 12 | Benjamim Botelho Egas                   | 1932              | 1932           |
| –  | Cel. João Dias Pereira                  | 1932              | 1934           |
| 13 | Silvio Franco de Siqueira               | 1936              | 1936           |
| 14 | Luzia Olímpia Marcondes Pereira         | 1936              | 1937           |
| 15 | Benedito Gonçalves dos Santos           | 1937              | 1937           |
| 16 | José Tomás de Siqueira                  | 1937              | 1941           |
| 17 | Rosalvo de Almeida Telles               | 1941              | 1943           |
| 18 | José Telles Pereira                     | 1943              | 1943           |
| –  | Rosalvo de Almeida Telles               | 1943              | 1947           |
| 19 | Elviro Moura                            | 1947              | 1947           |
| 20 | Raul Pinto Mesquita                     | 1947              | 1947           |
| 21 | Adhemar de Moura Resende                | 1948              | 1951           |
| 22 | Laurentino Marcondes                    | 1952              | 1955           |
| 23 | Osório da Cunha Lara                    | 1956              | 1959           |
| 24 | Laurentino Marcondes                    | 1960              | 1963           |
| 25 | José de Paula Cardoso                   | 1963              | 1964           |
| –  | José de Paula Cardoso                   | 1964              | 1969           |
| 26 | José Miranda Campos                     | 1969              | 1973           |
| 27 | Edmir Viana Moura                       | 1973              | 1977           |
| 28 | José Miranda Campos (2ª Vez)            | 1977              | 1983           |
| 29 | Francisco Adílson Natali                | 1983              | 1988           |
| 30 | José Miranda Campos (3ª Vez)            | 1989              | 1992           |
| 31 | Francisco Adílson Natali (2ª Vez)       | 1993              | 1996           |
| 32 | Paulo Roberto Roitberg                  | 1997              | 2000           |
| 33 | Francisco Adílson Natali (3ª Vez)       | 2001              | 2004           |
| 34 | Carlos Antônio Vilela                   | 2005              | 2008           |
| –  | Carlos Antônio Vilela                   | 2008              | 2012           |
| 35 | Henrique Rinco                          | 2012              | 2016           |
| 36 | Fernando Diniz                          | 2016              | 2021           |
| 37 | Pétala Lacerda                          | 2021              | 2024           |
| 38 | Yan Lopes de Almeida (atual)            | 2025              | 2028           |